# プレビュー公演
プレビュー公演 (preview performance) とは、舞台演劇において本演開幕日の前に行われる試験公演のことである。

## 概要
欧米の舞台演劇には、舞台の完成度を高めるひとつの手法として、プレビューの制度が伝統的に存在する。これは各プロダクションが本演開幕日の前に、通常2〜3週間の期間を設けておこなうリハーサル的な試験公演で、この期間に舞台監督や音楽監督は観客の反応を見ながら演出の細部を調整してゆく。
また、トライアウトと言って、通常は本公演を行う劇場を使用して行われるプレビューより更に数ヶ月前に、地方都市等の劇場を使って行う実験公演もある。
トライアウト並びにプレビュー期間中に変更されることの多いものは、演劇(プレイ)ではシーンのカットや差し替え、ミュージカルでは曲目のカットや差し替えである。場合によっては短い期間に大幅な脚本の書き換えや、役者や時には演出家が差し替えられることさえある。ブロードウェイなどでは、プレビュー期間中に満足のいくものが得られなかった場合には、その期間を度々延長して完成度の高いものを追求することがある。
プレビューを経て本公演の開幕初日(オープニング)を迎える。オープニング日には、新聞・雑誌・テレビ・ウェブサイトなどの批評家が多数招待され、ここでプロダクションは劇評という審判を待つことになる。通常、劇評は翌朝の新聞等に掲載され、ここで絶賛されればロングラン公演、叩かれれば早期閉幕ということになる (実際ブロードウェイでは批評家に散々に叩かれて本演開幕の翌日には閉幕してしまったプロダクションが過去にいくつもある)。
一度開幕日 (オープニング) を迎えたプロダクションは、その後は基本的にその内容を変えない。したがってプレビュー期間中の最終調整が、作品の成功を大きく左右する重要なカギとなるのである。
欧米の舞台演劇は、こうして完成度を高める一方で、商業的には制作費用の高騰とあいまってそれだけ魅力とリスクのある事業となっている。

## 料金
プレビュー公演は本演とまったく同じ体裁で行われるため、事情を知らない観客はそれが本演ではないことに気づかないことが多い。後日同じプロダクションを観て内容が少し違ったら、それは最初に観たものがプレビューだったからと思って良い。
プレビュー公演と本演で明らかに違うのはその料金である。通常プレビュー期間中のチケットは一律15〜25%程度の割引価格になっており、劇場ファンの中にはこれを目当てにしている者も多い。